# Ak möngülüü aska
Ak möngülüü aska (kyrill. Ак мөңгүлүү аска) ist der Titel und Textanfang der kirgisischen Nationalhymne.
Das Lied wurde am 18. Dezember 1992, also kurz nach der Gründung der souveränen Republik Kirgisistan im August 1991, die Nationalhymne des neuen Staates und ersetzte die seit 1946 gebrauchte Hymne der kirgisischen Sowjetrepublik (Azattykty kyrgyz eňsep turganda, ...). Die Neukomposition, die mit Anleihen auf das regionale Musikerbe Zentralasiens verweisen soll, stammt von Nasir Dawlesow (1929–2011) und Kalji Moldobasanow (1929–2006). Den Text dazu verfassten Zhalil Sadikow (1932–2010) und Eschmambet Kulujew (1942–2020).
Hier der kirgisischsprachige Originaltext in Umschrift und die deutsche Übersetzung:
| Kirgisisch | Transliteration | Deutsche Übersetzung |
| Ак мөңгүлүү аска зоолор, талаалар, Элибиздин жаны менен барабар. Сансыз кылым Ала-Тоосун мекендеп, Сактап келди биздин ата-бабалар. Алгалай бер, кыргыз эл, Азаттыктын жолунда. Өркүндөй бер, өсө бер, Өз тагдырың колунда. Аткарылып элдин үмүт, тилеги, Желбиреди эркиндиктин желеги. Бизге жеткен ата салтын, мурасын, Ыйык сактап урпактарга берели. | Ak möňgülüü aska zoolor, talaalar, Elibizdin ǧany menen barabar. Sansyz kylym Ala-Toosun mekendep, Saktap keldi bizdin ata-babalar. Algalaj ber, kyrgyz el, Azattyktyn ǧolunda. Örkündöj ber, ösö ber, Öz tagdyryň kolunda. Atkarylyp eldin ümüt, tilegi, Ǧelbiredi erkindiktin ǧelegi. Bizge ǧetken ata saltyn, murasyn, Yjyk saktap urpaktarga bereli. | Hohe Berge, Täler und Felder sind unser heiliges Heimatland. Unsere Väter lebten im Alatau, retteten stets ihr Vaterland. Steh auf, kirgisisches Volk, Steh auf für die Freiheit! Steh auf und blühe! Gestalte Dein Glück! Die Träume der Menschen wurden wahr, und die Fahne der Freiheit weht über uns. Wir werden das Erbe unserer Männer unseren Söhnen zum Nutzen der Menschen weitergeben. |